# Berneuil-sur-Aisne
Berneuil-sur-Aisne je francouzská obec v departementu Oise v regionu Hauts-de-France. V roce 2014 zde žilo 1 019 obyvatel.

## Poloha obce
Po jižním okraji obce protéká řeka Aisne. Sousední obce jsou: Attichy, Couloisy, Cuise-la-Motte, Rethondes, Saint-Crépin-aux-Bois a Trosly-Breuil.

## Vývoj počtu obyvatel
Počet obyvatel